# Дюпон-Вайт, Шарль
Шарль Брук Дюпон-Вайт (фр. Charles Brook Dupont-White; 11 декабря 1807, Руан — 10 декабря 1878, Париж) — французский писатель

, публицист, переводчик, юрист, адвокат, экономист, государственный деятель, политик, социалист.
Отец Сесиль Карно, жены Сади Карно, 5-го президента Франции (1887—1894).

## Биография
Сын Жана-Теодора Дюпона и Мэри Вайт, британки по происхождению. Изучал право в университете. После окончания учёбы посвятил себя изучению экономических вопросов, работая юристом (с 1836 по 1843 год). Будучи юристом, прославился в 1846 году публикацией своего «Очерка об отношениях труда и капитала», содержавшего критику капиталистического строя. Успех очерка обратил на него внимание Луи Блана, социалиста, деятеля революции 1848 года, который привлёк Дюпона-Вайта к участию в общественно-политической жизни. Позже он был назначен префектом, а затем с 1848 по 1870 год работал генеральным секретарём Министерства юстиции Франции.
Дюпон-Уайт был другом Джона Стюарта Милля, часто бывавшего во Франции. Был его первым переводчиком. Перевёл «О свободе» (1859), затем «Размышления о представительном правлении» (Considerations on Representative Government, 1861). с обстоятельными предисловиями. По мнению Милля, Дюпон-Вайт принадлежал к числу самых выдающихся мыслителей своего времена.
Сторонник экономической свободы, во многих случаях был склонен к государственному вмешательству в дела бизнеса. В 1870 году стал членом Комиссии по децентрализации.
Дюпон-Вайт опубликовал обширную работу: «De la suppression du sel et de l’octroi» (1847), «L’Individu et l’État», опубликованную в 1856 г., которая выдержала пять изданий. За ним последовали «Политический прогресс во Франции» (1868) и «Современная политика» (1875), работы, которые в то время стали достаточно важными для «Истории французского языка и литературы 1878 г.».
Политические сочинения Дюпона-Вайта, в которых он являлся защитником централизации, и до сих пор не утратили своего значения.

## Избранные публикации
- «Essai sur les relations du travail avec le capital» (1846);
- «De la suppression de l’impôt du sel et de l’octroi» (1847);
- «L’individu et l’état» (2 изд., 1865);
- «La centralisation» (2 изд., 1861);
- «La liberté politique» (1864);
- «Le rôle et la liberté de la presse» (1866);
- «La république conservatrice et le suffrage universel» (1872);
- «Réflexions d’un optimiste» (1873).